# Halictus patellatus
Halictus patellatus là một loài Hymenoptera trong họ Halictidae. Loài này được Morawitz mô tả khoa học năm 1873.